# Ross Kempsell
Ross John Kempsell, baron Kempsell (né le 8 mai 1992), est un conseiller politique britannique et pair à vie.

## Biographie
Kempsell fait ses études à la John Henry Newman School de Stevenage et au Christ's College de Cambridge, où il écrit pour l'hebdomadaire étudiant Varsity. Il est aussi journaliste au site politique Guido Fawkes  pour Times Radio  et est rédacteur politique pour TalkRadio.
Il est ensuite directeur politique du parti conservateur et directeur du département de recherche conservateur.
Il est nommé pour une pairie à vie par Boris Johnson dans les honneurs de démission du Premier ministre de 2022 et créé baron Kempsell, de Letchworth dans le comté de Hertfordshire, le 11 juillet 2023. Il est présenté à la Chambre des lords le 20 juillet, où il siège pour le Parti conservateur.